# Майский (Грязовецкий район)
Майский — посёлок в Грязовецком районе Вологодской области.
Входит в состав Сидоровского муниципального образования (с 1 января 2006 года по 9 апреля 2009 года входил в Лежское муниципальное образование), с точки зрения административно-территориального деления — в Лежский сельсовет.
Расстояние до районного центра Грязовца по автодороге — 35,5 км, до центра муниципального образования Сидорово по прямой — 21 км. Ближайшие населённые пункты — Красноселье, Спасское, Павловское.

## История
В 1966 г. указом президиума ВС РСФСР поселок льнозавода переименован в Майский.

## Население
| 2010 |
| ---- |
| 28   |